# Николаевка (Литинский район)
Николаевка (укр. Миколаївка) — село на Украине, находится в Литинском районе Винницкой области.
Код КОАТУУ — 0522485803. Население по переписи 2001 года составляет 466 человек. Почтовый индекс — 22331. Телефонный код — 4347.
Занимает площадь 0,141 км².
В селе действует храм Святителя Николая Чудотворца Литинского благочиния Винницкой епархии Украинской православной церкви.

## Адрес местного совета
22330, Винницкая область, Литинский р-н, с. Осолинка, ул. Кирова, 1